# Nigel Haywood
Nigel Haywood (ur. 17 marca 1955 roku w Betchworth) – polityk brytyjski i falklandzki. Gubernator Falklandów i jednocześnie Komisarz Georgii Południowej i Sandwicha Południowego od 16 października 2010 do 29 kwietnia 2014 roku. W latach 2003–2008 był ambasadorem Wielkiej Brytanii w Estonii. W latach 2008–2009 był konsulem generalnym w Iraku.